# Sun King
A Sun King az angol rockzenekar, a The Beatles dala az 1969-es Abbey Road albumról. A dalt John Lennon írta, és Lennon–McCartney szerzemény, ez az album második dala a nagy zenei keverékből. Az album többi számához hasonlóan (többek között a Because esetén) a dal is buja, többsávos éneksávot tartalmaz, amelyeket John Lennon, Paul McCartney és George Harrison biztosított.

## Háttér
A dal munkacíme Here Comes the Sun King volt, de lerövidítették, hogy ne keverjék össze Harrison Here Comes the Sun című művével. A dal lassan felbukkan a You Never Give Me Your Money végén, a kikötői hangokból. A szám végén a zene hirtelen leáll, és Ringo Starr dobfeltöltése vezeti fel a következő, Mean Mr. Mustard számot.
A dal utolsó három sorában az újlatin nyelvek hamis keveredése fordul elő. 1969-ben Lennon interjút készített ezekről a dalszövegekről, és azt mondta: "Most elkezdtünk viccelni, tudod, a cuando para mucho-t énekeltük. Szóval csak kitaláltunk... Paul tudott néhány spanyol szót az iskolából. Szóval csak felfűztünk minden olyan spanyol szót, ami homályosan hangzott valaminek. És persze beírtuk a „chicka ferdy” szót. Ez egy liverpooli kifejezés. Csak egy rövid sor – ez számomra nem jelent mást, mint (gyerekes gúnyolódást), hogy „na-na, na-na-na!”” Egy 1987-es interjúban Harrison elmondta, hogy a felvételt a Fleetwood Mac Albatross című száma ihlette. "Abban az időben megjelent az Albatross (a Fleetwood Mactől), minden gitáron zengetett. Így hát azt mondtuk: "Csináljunk Albatrost a Fleetwood Macnek, csak hogy elinduljunk. Soha nem úgy hangzott, mint a Fleetwood Mac... de ez volt a kiindulási pont."

## "Gnik Nus"
A zene egy része fordított a cappellaként szerepelt a 2006-os Love album Gnik Nus című számában. A hangszeres részét pedig felhasználták az Octopus's Garden szám végén.

## Közreműködött
Ian Macdonald szerint:
- John Lennon – többszörözött ének, szólógitár, maracas
- Paul McCartney – vokál, basszusgitár, harmónium, zongora, szalaghurok
- George Harrison – szólógitár
- Ringo Starr – dob, bongo, csörgődob
- George Martin – Lowry-orgona

## Feldolgozás
1976-ban a Bee Gees együttes feldolgozta a dalt az All This and World War II című zenés dokumentumfilmhez.

## Fordítás
Ez a szócikk részben vagy egészben  a   Sun King (song) című angol Wikipédia-szócikk fordításán alapul.  Az eredeti cikk szerkesztőit annak laptörténete sorolja fel. Ez a jelzés csupán a megfogalmazás eredetét és a szerzői jogokat jelzi, nem szolgál a cikkben szereplő információk forrásmegjelöléseként.